# Burg Bítov
Die Burg Bítov (deutsch Schloss Vöttau) gehört zur Gemeinde Bítov im Bezirk Znojmo in Tschechien. Sie liegt etwa 25 km nordwestlich von Znaim oberhalb der Želetavka, unweit ihrer Mündung in die Thaya.

## Geschichte
Die Burg Bítov gehört zu den ältesten Burganlagen Mährens. Sie wurde erstmals 1061 als landesfürstlicher Besitz erwähnt und gehörte zum Verteidigungssystem gegenüber Österreich.
1298 erhielt die Burg und die Herrschaft Bítov der mährische Landeshauptmann Raimund von Lichtenburg als Pfand. Heinrich von Kärnten schenkte 1307 den Lichtenburgern die Besitzungen als Erblehen. Sie errichteten 1334 die Burgkapelle Mariä Himmelfahrt. Ende des 15. Jahrhunderts wurde die Burg bei einem Umbau erweitert.
Nach Aussterben des Vöttauer Familienzweiges der Lichtenburger (Bítovský z Lichtenburka) kamen Burg und Herrschaft 1576 an die Strein (Streun) von Schwarzenau. Sie bauten die Burg um 1600 um und verkauften sie 1617 an die Herren von Wlašim. Von diesen erbten sie 1736 die Grafen von Daun, die sich in Znojmo außerdem das Palais Daun als Stadtsitz errichten ließen. Sie restaurierten die Burg Mitte des 19. Jahrhunderts im neugotischen Stil. Die Burgkapelle wurde nach Plänen von Anton Rücker regotisiert. Nach dem Aussterben der Grafen Daun 1906 fiel die Herrschaft, zusammen mit den Gütern Unter-Latein und Ober-Latein, Skalitz, Ober-Kaunitz, Chlupitz und Allingau sowie Röschitz mit Kordula und die Herrschaft Biskupitz an die Grafen von Haugwitz, die den Güterkomplex verkauften. Nach weiteren Besitzerwechseln erwarb 1912 der Industrielle Georg Haas von Hasenfels die Burg, dessen Familie 1945 enteignet wurde.

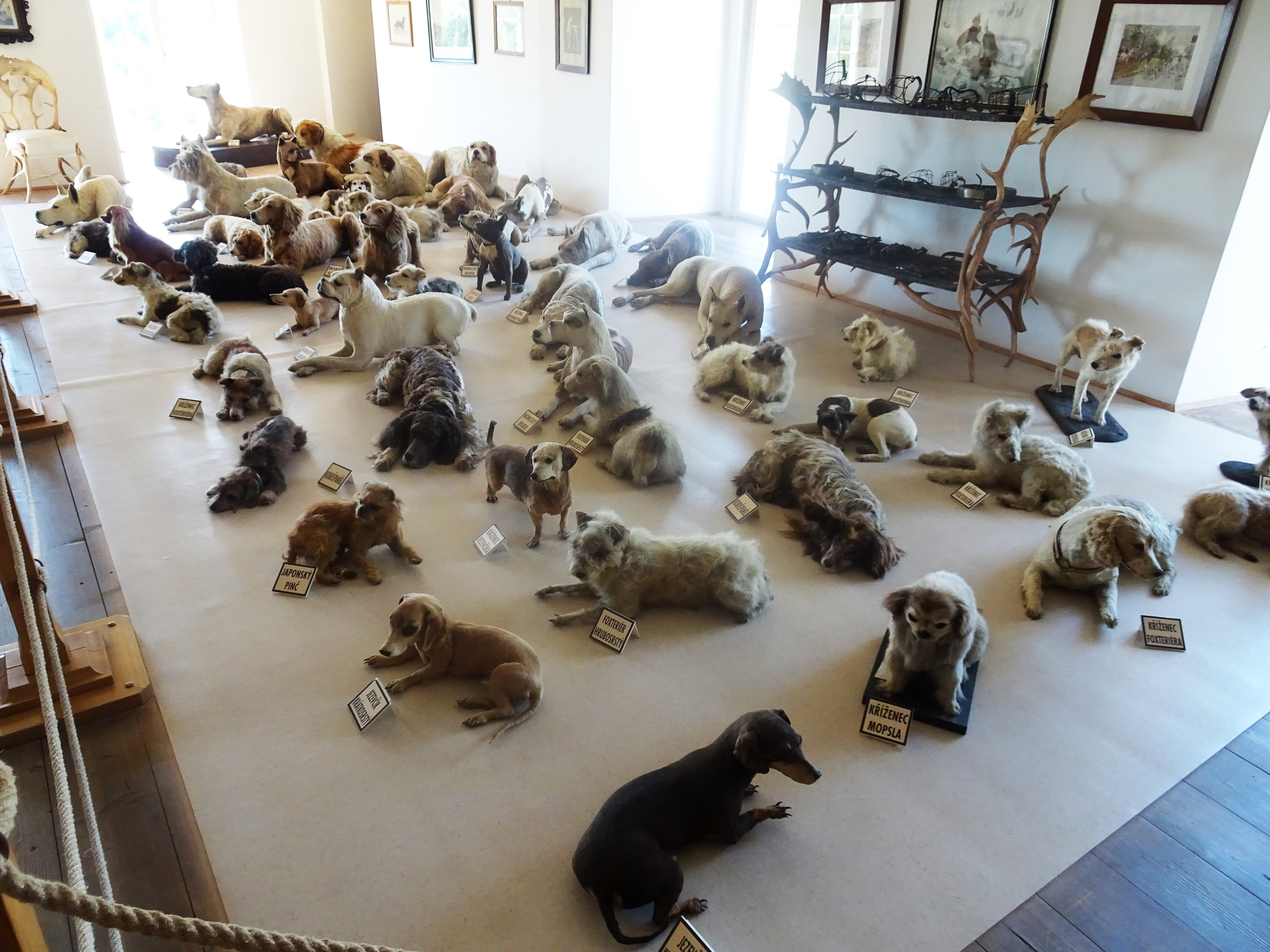
Sammlung ausgestopfter Hunde

Die Burg beherbergt eine Gemäldesammlung deutscher und österreichischer Romantiker, u. a. von Julius Schnorr von Carolsfeld sowie eine Sammlung ausgestopfter Hunde des Barons Georg Haas von Hasenfels (1876–1945). Ab Ende des 17. Jahrhunderts (vermutlich 1691) bis ungefähr 1890 wurde die berühmte Bibliotheca Zriniana fast zwei Jahrhunderte in einem Nebenzimmer der Burg untergebracht, danach als Erbe dem Wiener Antiquar Samuel Kende verkauft und schließlich nach Kroatien zurückgebracht, wo sie sich heute in der National- und Universitätsbibliothek Zagreb befindet.
In den Gemäuern der Burgbrauerei kann eine Sammlung von Burg- und Waldgespenstern aus dem 17. Jahrhundert besichtigt werden. Aus dem 13. Jahrhundert blieb nur der westliche Friedhofsturm erhalten.

## Film
- Gerburg Rosa Schwägerl und Erwin Rehling: Versunkene Geschichten aus Bitov, 2007, 51 min, DVD, Nationales Denkmalamt Prag/Brünn